# Otakar Šídlo
Otakar Šídlo (* 25. května 1942 Košťany), uváděný také jako Otto Šídlo, je bývalý český fotbalový obránce.

## Hráčská kariéra
V československé lize hrál za Slovan Teplice, aniž by skóroval. Tamtéž nastupoval i ve II. lize.

### Ligová bilance
| Ročník           | Zápasy | Góly | Minuty | Klub              |
| ---------------- | ------ | ---- | ------ | ----------------- |
| II. liga 1963/64 | 14     | 0    | –      | TJ Slovan Teplice |
| I. liga 1964/65  | 7      | 0    | 630    | TJ Slovan Teplice |
| CELKEM I. LIGA   | 7      | 0    | 630    |                   |